# Sonate K. 57
Pour les articles homonymes, voir K57.
La sonate K. 57 (F.15/L.S.38) en si bémol majeur est une œuvre pour clavier du compositeur italien Domenico Scarlatti.

## Présentation
La sonate K. 57, en si bémol majeur, est notée Allegro. Dans cette courte sonate, Scarlatti accumule une dizaine de thèmes différents sans les développer.
Sur une quinzaine de mesures (65–79 et 155–167), Scarlatti use de la basse d'Alberti, très peu utilisée chez lui (voir Sonate K. 461 et 517), la main gauche au centre du clavier, pendant que la main droite vole de l'aigu au grave :

## Manuscrits
Le manuscrit principal est le numéro 15 du volume XIV (Ms. 9770) de Venise (1742), copié pour Maria Barbara ; l'autre est Parme III 12 (Ms. A. G. 31408). Une copie figure à Londres, manuscrit Worgan, Add. ms. 31553, no 20 et une autre à Saragosse, source 3, B-2 Ms. 32, fos 97v-99r, no 49 (1751–1752).

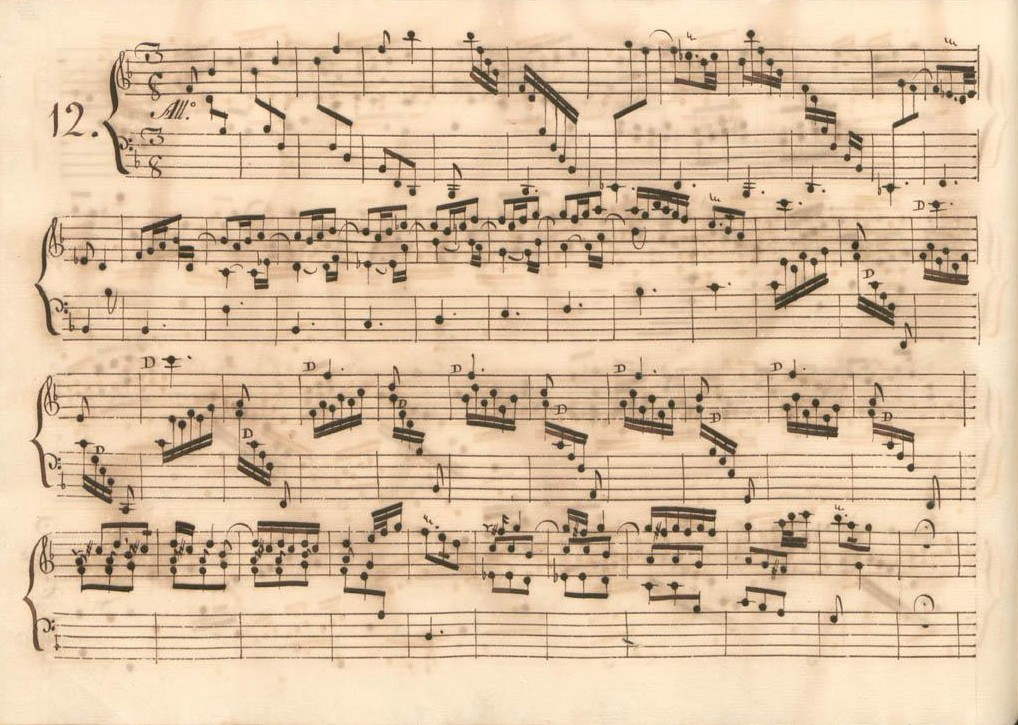
Parme III 12.
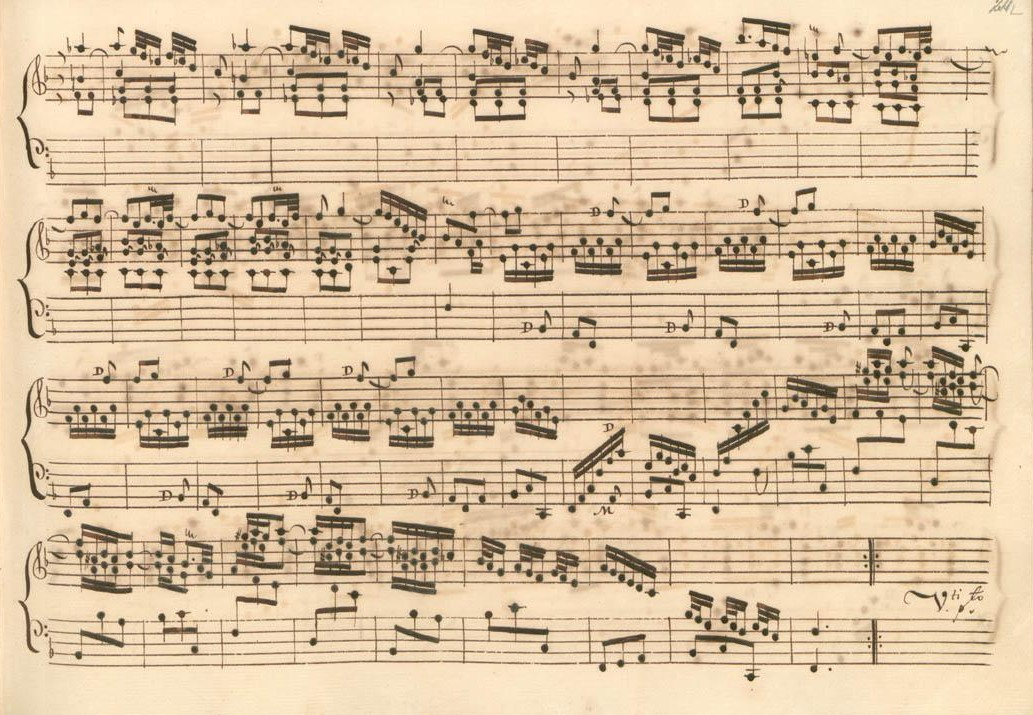
Parme III 12 (fin de la première section).
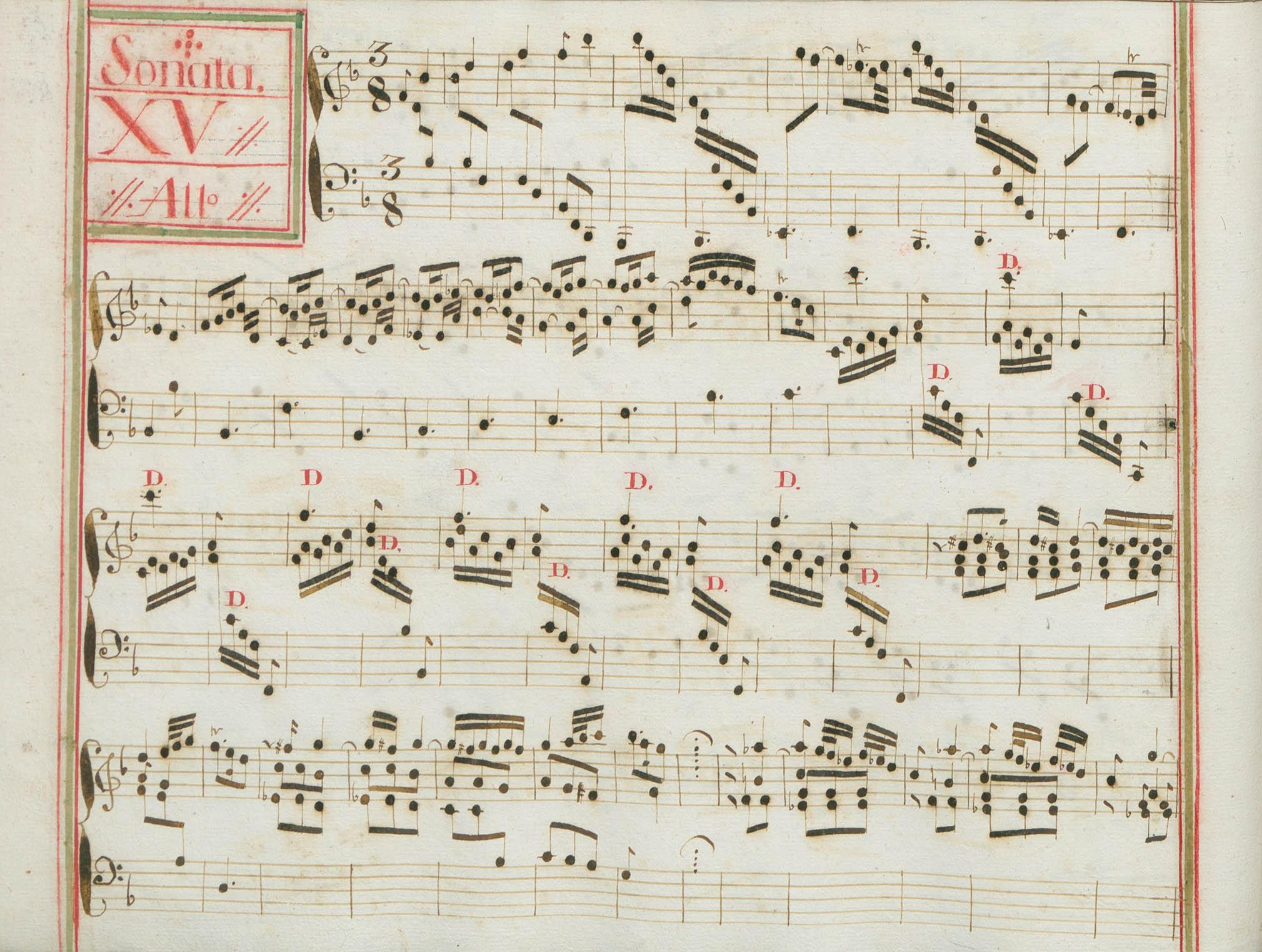
Venise XIV 15.

## Interprètes
La sonate K. 57 est défendue au piano, notamment par Carlo Grante (2013, Music & Arts, vol. 4) ; au clavecin par Ralph Kirkpatrick (1954, Sony), Scott Ross (1985, Erato), Ottavio Dantone (2000, Stradivarius, vol. 4), Richard Lester (2005, Nimbus, vol. 6), Pieter-Jan Belder (Brilliant Classics, vol. 2) et Francesco Cera (2013, Tactus, vol. 2). Le duo Jan Sommer et Per Dybro Sørensen (2002, Tim) la joue à la guitare. Emilio Traverso l'interprète à l'orgue (2006, Tactus).

## Sources
: document utilisé comme source pour la rédaction de cet article.
- Ralph Kirkpatrick (trad. de l'anglais par Dennis Collins), Domenico Scarlatti, Paris, Lattès, coll. « Musique et Musiciens », 1982 (1re éd. 1953 (en)), 493 p. (ISBN 978-2-7096-0118-4, OCLC 954954205, BNF 34689181).
- Alain de Chambure, « Domenico Scarlatti : Intégrale des sonates — Scott Ross », Erato (2564-62092-2), 1985 (OCLC 891183737) .
- (es) Celestino Yáñez Navarro (thèse), Nuevas aportaciones para el estudio de las sonatas de Domenico Scarlatti. Los manuscritos del Archivo de Música de las Catedrales de Zaragoza, Université autonome de Barcelone, 2016 (lire en ligne)